# PlayStation Portable Go
La PlayStation Portable Go (PSP Go) es la tercera revisión de la PlayStation Portable. Fue presentada en un episodio de la revista Qore, el 30 de mayo de 2009.
En este modelo, Sony apostó por las descargas digitales eliminando el soporte a UMDs. Por ello Sony siguió dando soporte a la revisión anterior, PSP 3000, que conservaba la bandeja para UMD. 
La consola salió a la venta el 1 de octubre de 2009 en Europa y Norteamérica a un precio de 249 Dólares estadounidenses y 250 euros.

## Hardware
PSP Go! dispone de una pantalla retráctil. Carece de soporte UMD y cuenta con 16 GB de memoria interna, además cuenta con una ranura para M2.
| Procesador               | MIPS R4000 de una velocidad base de333 MHz                                |
| GPU                      | PowerVR SGX531                                                            |
| Memoria RAM              | 64 MB megabytes de memoria RAM                                            |
| Dimensiones              | 182 mm de ancho, 83,5 mm de alto, 18.6 mm de grosor                       |
| Resolución               | 960 x 544 píxeles a 220 ppp                                               |
| Pantalla                 | 3.8cm (16:9) 8.38cm x 4.69cm ,16.770.000 colores, TFT                     |
| Sonido                   | Sonido mono 1 Solo altavos                                                |
| Botones                  | D-Pad, sticks analógicos, L, R, Start, Select, Home, volumen ±, encendido |
| Conectividad inalámbrica | Conectividad Wi-Fi IEEE 802.11b/g/n , Bluetooth® 2.0                      |

## Comparación entre versiones
| PSP Go                                  | PSP 3000                                                  |
| --------------------------------------- | --------------------------------------------------------- |
| Puerto universal USB                    | Puertos concretos para carga, salida de vídeo, USB, WI-FI |
| Pantalla de 3,8"                        | Pantalla de 4,3"                                          |
| 158 gramos 128 × 16,5 × 69 mm           | 189 gramos 71 x 169 x 19 mm                               |
| Sin UMD                                 | Con UMD                                                   |
| 16 GB de memoria interna                | Sin memoria interna                                       |
| Ranura de memoria M2 Memory Stick Micro | Ranura de memoria para Memory Stick Pro Duo               |

Además, ambas versiones son muy diferentes estéticamente, ya que Go elimina los botones laterales y los sustituye por una pantalla deslizante.
Cuando la pantalla se encuentra abierta, el panel de contenidos es el habitual para opciones, navegación, selección de juegos, etc. Cuando se encuentra cerrada, aparece un reloj y un calendario. Se permite la reproducción de películas o música con los mandos ocultos.
Sony estudió una forma de beneficiar a los actuales propietarios de juegos UMD, de forma que puedan descargar sus juegos ya comprados de forma gratuita, ya que los antiguos juegos no son compatibles al haberse desecho del lector UMD. Sin embargo, esta idea solo tuvo su efecto en Japón, con la salida de PlayStation Vita.

## Puertos
Los anteriores puertos de carga, USB y salida de AV, se han unificado en un puerto universal, ubicado en la parte superior de la consola. El puerto de carga de la batería se encuentra en la parte inferior de la consola.

## Conectividad
Al igual que los anteriores modelos de PSP, la PSP Go contiene Wi-Fi y un puerto  USB, pero también admite la conectividad Bluetooth que permite el uso de auriculares Bluetooth compatibles con la inmovilización y los teléfonos móviles con Bluetooth, también es posible su uso como control de la PS3 a través de Bluetooth.

## Extras del sistema
A diferencia del resto de versiones de PSP, al pulsar el botón HOME o PS en mitad de una partida, aparece una nueva opción llamada "Pausar el juego". Con esta opción, se permite crear un punto de restauración en cualquier momento de la partida que se puede retomar en cualquier momento. Una vez retomada la partida, el punto de restauración desaparece. Solo se permite almacenar un punto de restauración.

## Sitios oficiales
- Sitio Oficial de la Playstation Portable Estados Unidos